# Copa Amèrica de futbol
La Copa Amèrica de futbol, coneguda fins al 1975 com a Campionat Sud-americà de futbol, és el campionat de seleccions nacionals de futbol més antic del món, organitzat cada dos anys per la CONMEBOL, on participen les seleccions sud-americanes.

## Història

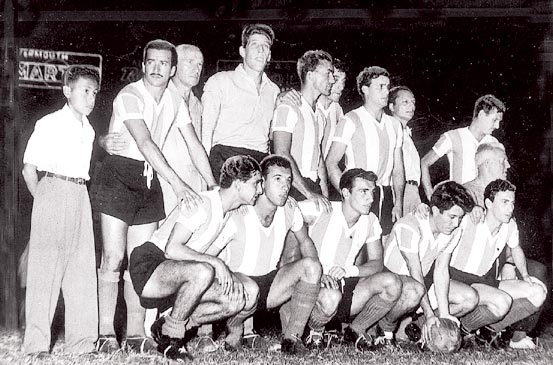
Selecció argentina campiona el 1957.

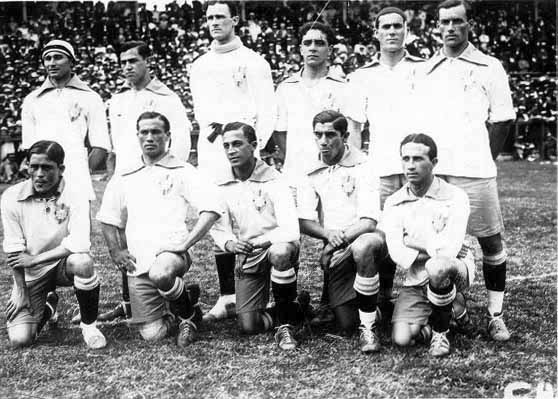
Selecció brasilera campiona el 1919.

Es disputà per primer cop entre el 2 i 17 de juliol de 1916, com a part de la commemoració del centenari de la independència de l'Argentina d'Espanya. Foren convidades les seleccions de Brasil, Xile i Uruguai, guanyant aquesta darrera.
Posteriorment, amb la fundació de la CONMEBOL es continuà disputant la competició amb el nom de Campionat Sud-americà de Seleccions, fins que el 1975 passa a anomenar-se oficialment com Copa Amèrica. Des d'aquell any s'abandonà el sistema d'una seu fixa, a la que es retornà el 1987.
Els anys 1935, 1941, 1945, 1946, 1956 i 1959 els campionats no foren disputats pròpiament com a Campionats Sud-americans, però la CONMEBOL també els considera com a oficials, reben el nom de Campionats Sud-americans extra.
Des de 1993, es convida a dues seleccions futbolístiques que no pertanyen a la confederació. Els convidats han estat països de la CONCACAF: Mèxic (1993, 1995, 1997, 1999, 2001, 2004, 2007), Estats Units (1993, 1995, 2007), Costa Rica (1997, 2001, 2004) i Hondures (2001, després de la renúncia de l'Argentina). La selecció del Japó, membre de la Confederació Asiàtica de Futbol, fou convidada el 1999.
L'any 2016 se celebrà el centenari de la competició, amb la disputa de la Copa América Centenario, disputada als Estats Units.

## Historial
En cursiva equips convidats.
| Any          | Seu          |           | Final             | Final          | Final            |                  | Tercer lloc      | Tercer lloc | Tercer lloc |
| Any          | Seu          | Campió    | Resultat          | Segona posició | Tercera posició  | Resultat         | Quarta posició   |             |             |
| 1916 Detalls | Argentina    | Uruguai   | [ b ]             | Argentina      | Brasil           | [ b ]            | Xile             |             |             |
| 1917 Detalls | Uruguai      | Uruguai   | [ b ]             | Argentina      | Brasil           | [ b ]            | Xile             |             |             |
| 1919 Detalls | Brasil       | Brasil    | 1-0               | Uruguai        | Argentina        | [ b ]            | Xile             |             |             |
| 1920 Detalls | Xile         | Uruguai   | [ b ]             | Argentina      | Brasil           | [ b ]            | Xile             |             |             |
| 1921 Detalls | Argentina    | Argentina | [ b ]             | Brasil         | Uruguai          | [ b ]            | Paraguai         |             |             |
| 1922 Detalls | Brasil       | Brasil    | 3-0               | Paraguai       | Uruguai          | [ b ]            | Argentina        |             |             |
| 1923 Detalls | Uruguai      | Uruguai   | [ b ]             | Argentina      | Paraguai         | [ b ]            | Brasil           |             |             |
| 1924 Detalls | Uruguai      | Uruguai   | [ b ]             | Argentina      | Paraguai         | [ b ]            | Xile             |             |             |
| 1925 Detalls | Argentina    | Argentina | [ b ]             | Brasil         | Paraguai         | [ b ]            | [ c ]            |             |             |
| 1926 Detalls | Xile         | Uruguai   | [ b ]             | Argentina      | Xile             | [ b ]            | Paraguai         |             |             |
| 1927 Detalls | Perú         | Argentina | [ b ]             | Uruguai        | Perú             | [ b ]            | Bolívia          |             |             |
| 1929 Detalls | Argentina    | Argentina | [ b ]             | Paraguai       | Uruguai          | [ b ]            | Perú             |             |             |
| 1935 Detalls | Perú         | Uruguai   | [ b ]             | Argentina      | Perú             | [ b ]            | Xile             |             |             |
| 1937 Detalls | Argentina    | Argentina | 2-0               | Brasil         | Uruguai          | [ b ]            | Paraguai         |             |             |
| 1939 Detalls | Perú         | Perú      | 2-1               | Uruguai        | Paraguai         | [ b ]            | Xile             |             |             |
| 1941 Detalls | Xile         | Argentina | [ b ]             | Uruguai        | Xile             | [ b ]            | Perú             |             |             |
| 1942 Detalls | Uruguai      | Uruguai   | [ b ]             | Argentina      | Brasil           | [ b ]            | Paraguai         |             |             |
| 1945 Detalls | Xile         | Argentina | [ b ]             | Brasil         | Xile             | [ b ]            | Uruguai          |             |             |
| 1946 Detalls | Argentina    | Argentina | [ b ]             | Brasil         | Paraguai         | [ b ]            | Uruguai          |             |             |
| 1947 Detalls | Equador      | Argentina | [ b ]             | Paraguai       | Uruguai          | [ b ]            | Xile             |             |             |
| 1949 Detalls | Brasil       | Brasil    | 7-0               | Paraguai       | Perú             | [ b ]            | Bolívia          |             |             |
| 1953 Detalls | Perú         | Paraguai  | 3-2               | Brasil         | Uruguai          | [ b ]            | Xile             |             |             |
| 1955 Detalls | Xile         | Argentina | [ b ]             | Xile           | Perú             | [ b ]            | Uruguai          |             |             |
| 1956 Detalls | Uruguai      | Uruguai   | [ b ]             | Xile           | Argentina        | [ b ]            | Brasil           |             |             |
| 1957 Detalls | Perú         | Argentina | [ b ]             | Brasil         | Uruguai          | [ b ]            | Perú             |             |             |
| 1959 Detalls | Argentina    | Argentina | [ b ]             | Brasil         | Paraguai         | [ b ]            | Perú             |             |             |
| 1959 Detalls | Equador      | Uruguai   | [ b ]             | Argentina      | Brasil           | [ b ]            | Equador          |             |             |
| 1963 Detalls | Bolívia      | Bolívia   | [ b ]             | Paraguai       | Argentina        | [ b ]            | Brasil           |             |             |
| 1967 Detalls | Uruguai      | Uruguai   | [ b ]             | Argentina      | Xile             | [ b ]            | Paraguai         |             |             |
| 1975 Detalls | [ b ] [ d ]  | Perú      | 0-1 2-0 1-0       | Colòmbia       | Brasil i Uruguai | Brasil i Uruguai | Brasil i Uruguai |             |             |
| 1979 Detalls | [ b ] [ d ]  | Paraguai  | 3-0 0-1 0-0 (pr.) | Xile           | Brasil i Perú    | Brasil i Perú    | Brasil i Perú    |             |             |
| 1983 Detalls | [ b ] [ d ]  | Uruguai   | 2-0 1-1           | Brasil         | Paraguai i Perú  | Paraguai i Perú  | Paraguai i Perú  |             |             |
| 1987 Detalls | Argentina    | Uruguai   | 1-0               | Xile           | Colòmbia         | 2-1              | Argentina        |             |             |
| 1989 Detalls | Brasil       | Brasil    | [ b ]             | Uruguai        | Argentina        | [ b ]            | Paraguai         |             |             |
| 1991 Detalls | Xile         | Argentina | [ b ]             | Brasil         | Xile             | [ b ]            | Colòmbia         |             |             |
| 1993 Detalls | Equador      | Argentina | 2-1               | Mèxic          | Colòmbia         | 1-0              | Equador          |             |             |
| 1995 Detalls | Uruguai      | Uruguai   | 1-1 (5-3 p.)      | Brasil         | Colòmbia         | 4-1              | Estats Units     |             |             |
| 1997 Detalls | Bolívia      | Brasil    | 3-1               | Bolívia        | Mèxic            | 1-0              | Perú             |             |             |
| 1999 Detalls | Paraguai     | Brasil    | 3-0               | Uruguai        | Mèxic            | 2-1              | Xile             |             |             |
| 2001 Detalls | Colòmbia     | Colòmbia  | 1-0               | Mèxic          | Hondures         | 2-2 (5-4 p.)     | Uruguai          |             |             |
| 2004 Detalls | Perú         | Brasil    | 2-2 (4-2 p.)      | Argentina      | Uruguai          | 2-1              | Colòmbia         |             |             |
| 2007 Detalls | Veneçuela    | Brasil    | 3-0               | Argentina      | Mèxic            | 3-1              | Uruguai          |             |             |
| 2011 Detalls | Argentina    | Uruguai   | 3-0               | Paraguai       | Perú             | 4-1              | Veneçuela        |             |             |
| 2015 Detalls | Xile         | Xile      | 0-0 (4-1 p.)      | Argentina      | Perú             | 2-0              | Paraguai         |             |             |
| 2016 Detalls | Estats Units | Xile      | 0-0 (4-2 p.)      | Argentina      | Colòmbia         | 1-0              | Estats Units     |             |             |
| 2019 Detalls | Brasil       | Brasil    | 3-1               | Perú           | Argentina        | 2-1              | Xile             |             |             |
| 2021 Detalls | Brasil       | Argentina | 1-0               | Brasil         | Colòmbia         | 3-2              | Perú             |             |             |
| 2024 Detalls | Estats Units | Argentina | 1-0 (pr.)         | Colòmbia       | Uruguai          | 2-2 (4-3 p.)     | Canadà           |             |             |

## Palmarès
| Selecció     | Títols                                                                                              | Subcampió                                                                               | 3r lloc                                                                        | 4t lloc                                                               |
| ------------ | --------------------------------------------------------------------------------------------------- | --------------------------------------------------------------------------------------- | ------------------------------------------------------------------------------ | --------------------------------------------------------------------- |
| Argentina    | 16 (1921, 1925, 1927, 1929, 1937, 1941, 1945, 1946, 1947, 1955, 1957, 1959, 1991, 1993, 2021, 2024) | 14 (1916, 1917, 1920, 1923, 1924, 1926, 1935, 1942, 1959, 1967, 2004, 2007, 2015, 2016) | 5 (1919, 1956, 1963, 1989, 2019)                                               | 2 (1922, 1987)                                                        |
| Uruguai      | 15 (1916, 1917, 1920, 1923, 1924, 1926, 1935, 1942, 1956, 1959, 1967, 1983, 1987, 1995, 2011)       | 6 (1919, 1927, 1939, 1941, 1989, 1999)                                                  | 10 -1 compartit- (1921, 1922, 1929, 1937, 1947, 1953, 1957, 1975*, 2004, 2024) | 5 (1945, 1946, 1955, 2001, 2007)                                      |
| Brasil       | 9 (1919, 1922, 1949, 1989, 1997, 1999, 2004, 2007, 2019)                                            | 12 (1921, 1925, 1937, 1945, 1946, 1953, 1957, 1959, 1983, 1991, 1995, 2021)             | 7 -2 compartits- (1916, 1917, 1920, 1942, 1959, 1975*, 1979*)                  | 3 (1923, 1956, 1963)                                                  |
| Paraguai     | 2 (1953, 1979)                                                                                      | 6 (1922, 1929, 1947, 1949, 1963, 2011)                                                  | 7 -1 compartit- (1923, 1924, 1925, 1939, 1946, 1959, 1983*)                    | 7 (1921, 1926, 1937, 1942, 1967, 1989, 2015)                          |
| Xile         | 2 (2015, 2016)                                                                                      | 4 (1955, 1956, 1979, 1987)                                                              | 5 (1926, 1941, 1945, 1967, 1991)                                               | 11 (1916, 1917, 1919, 1920, 1924, 1935, 1939, 1947, 1953, 1999, 2019) |
| Perú         | 2 (1939, 1975)                                                                                      | 1 (2019)                                                                                | 8 -2 compartits- (1927, 1935, 1949, 1955, 1979*, 1983*, 2011, 2015)            | 6 (1929, 1941, 1957, 1959, 1997, 2021)                                |
| Colòmbia     | 1 (2001)                                                                                            | 2 (1975, 2024)                                                                          | 5 (1987, 1993, 1995, 2016, 2021)                                               | 2 (1991, 2004)                                                        |
| Bolívia      | 1 (1963)                                                                                            | 1 (1997)                                                                                | -                                                                              | 2 (1927, 1949)                                                        |
| Mèxic        | -                                                                                                   | 2 (1993, 2001)                                                                          | 3 (1997, 1999, 2007)                                                           | -                                                                     |
| Hondures     | -                                                                                                   | -                                                                                       | 1 (2001)                                                                       | -                                                                     |
| Equador      | -                                                                                                   | -                                                                                       | -                                                                              | 2 (1959, 1993)                                                        |
| Estats Units | -                                                                                                   | -                                                                                       | -                                                                              | 2 (1995, 2016)                                                        |
| Veneçuela    | -                                                                                                   | -                                                                                       | -                                                                              | 1 (2011)                                                              |
| Canadà       | -                                                                                                   | -                                                                                       | -                                                                              | 1 (2024)                                                              |

### Posicions finals per edició
- Des de 1916 i fins a 1967 es disputà mitjançant sistema de tots contra tots a una volta (llevat de 1925 que en ser 3 equips jugaren 2 voltes) al mateix Estat. Si al final de la lliga els 2 primers empaten a punts, es juga un partit addicional, considerat com a final.
- El 1967, abans de la lliga es disputà 1 eliminatòria prèvia amb 4 implicats en 2 encreuaments, jugats a anada i tornada als països respectius.
- Entre 1975 i 1983 es va fer una primera ronda amb 3 grups de 3 equips a doble volta, classificant-se per semifinals els 3 campions de grup, juntament amb l'últim campió. Les semifinals i la final també es jugaren a anada i tornada. És a dir, sense seu fixa.
- En 1987, el format anterior, però a una sola volta i amb seu fixa. Es disputa el partit pel 3r lloc.
- El 1989 i 1991 es divideixen els 10 equips en 2 grups de 5, disputant els 2 primers de cada grup el grup final, també amb format de lliga
- Des de 1993 es disputen 3 grups de 4 equips, classificant-se per als quarts de final els 2 primers de cada grup i els 2 millors tercers.

| Pos. | Selecció  | 1916 · | 1917 · | 1919 · | 1920 · | 1921 · | 1922 · | 1923 · | 1924 · | 1925 · | 1926 · | 1927 · | 1929 · | 1935 · | 1937 · | 1939 · | 1941 · | 1942 · | 1945 · | 1946 · | 1947 · | 1949 · | 1953 · | 1955 · | 1956 · | 1957 · |
| ---- | --------- | ------ | ------ | ------ | ------ | ------ | ------ | ------ | ------ | ------ | ------ | ------ | ------ | ------ | ------ | ------ | ------ | ------ | ------ | ------ | ------ | ------ | ------ | ------ | ------ | ------ |
| 1    | Argentina | 2n     | 2n     | 3r     | 2n     | 1r     | 4t     | 2n     | 2n     | 1r     | 2n     | 1r     | 1r     | 2n     | 1r     |        | 1r     | 2n     | 1r     | 1r     | 1r     |        |        | 1r     | 3r     | 1r     |
| 2    | Uruguai   | 1r     | 1r     | 2n     | 1r     | 3r     | 3r     | 1r     | 1r     |        | 1r     | 2n     | 3r     | 1r     | 3r     | 2n     | 2n     | 1r     | 4t     | 4t     | 3r     | 6è     | 3r     | 4t     | 1r     | 3r     |
| 3    | Brasil    | 3r     | 3r     | 1r     | 3r     | 2n     | 1r     | 4t     |        | 2n     |        |        |        |        | 2n     |        |        | 3r     | 2n     | 2n     |        | 1r     | 2n     |        | 4t     | 2n     |
| 4    | Xile      | 4t     | 4t     | 4t     | 4t     |        | 5è     |        | 4t     |        | 3r     |        |        | 4t     | 5è     | 4t     | 3r     | 6è     | 3r     | 5è     | 4t     | 5è     | 4t     | 2n     | 2n     | 6è     |
| 5    | Paraguai  |        |        |        |        | 4t     | 2n     | 3r     | 3r     | 3r     | 4t     |        | 2n     |        | 4t     | 3r     |        | 4t     |        | 3r     | 2n     | 2n     | 1r     | 5è     | 5è     |        |
| 6    | Perú      |        |        |        |        |        |        |        |        |        |        | 3r     | 4t     | 3r     | 6è     | 1r     | 4t     | 5è     |        |        | 5è     | 3r     | 5è     | 3r     | 6è     | 4t     |
| 7    | Colòmbia  |        |        |        |        |        |        |        |        |        |        |        |        |        |        |        |        |        | 5è     |        | 8è     | 8è     |        |        |        | 5è     |
| 8    | Bolívia   |        |        |        |        |        |        |        |        |        | 5è     | 4t     |        |        |        |        |        |        | 6è     | 6è     | 7è     | 4t     | 6è     |        |        |        |
| 9    | Equador   |        |        |        |        |        |        |        |        |        |        |        |        |        |        | 5è     | 5è     | 7è     | 7è     |        | 6è     | 7è     | 7è     | 6è     |        | 7è     |

| Pos. | Selecció     | 1959 · | 1959 · | 1963 · | 1967 · | 1975 | 1979 | 1983 | 1987 · | 1989 · | 1991 · | 1993 · | 1995 · | 1997 · | 1999 · | 2001 · | 2004 · | 2007 · | 2011 · | 2015 · | 2016 · | 2019 · | 2021 · | 2024 · | Punts |
| ---- | ------------ | ------ | ------ | ------ | ------ | ---- | ---- | ---- | ------ | ------ | ------ | ------ | ------ | ------ | ------ | ------ | ------ | ------ | ------ | ------ | ------ | ------ | ------ | ------ | ----- |
| 1    | Argentina    | 1r     | 2n     | 3r     | 2n     | 5è   | 8è   | 6è   | 4t     | 3r     | 1r     | 1r     | 5è     | 6è     | 8è     |        | 2n     | 2n     | 7è     | 2n     | 2n     | 3r     | 1r     | 1r     | 439   |
| 2    | Uruguai      | 6è     | 1r     |        | 1r     | 4t   | 6è   | 1r   | 1r     | 2n     | 5è     | 6è     | 1r     | 9è     | 2n     | 4t     | 3r     | 4t     | 1r     | 7è     | 11è    | 6è     | 5è     | 3r     | 385   |
| 3    | Brasil       | 2n     | 3r     | 4t     |        | 3r   | 3r   | 2n   | 5è     | 1r     | 2n     | 5è     | 2n     | 1r     | 1r     | 6è     | 1r     | 1r     | 8è     | 5è     | 9è     | 1r     | 2n     | 6è     | 368   |
| 4    | Xile         | 5è     |        |        | 3r     | 6è   | 2n   | 5è   | 2n     | 5è     | 3r     | 9è     | 11è    | 11è    | 4t     | 7è     | 10è    | 8è     | 5è     | 1r     | 1r     | 4t     | 7è     | 12è    | 236   |
| 5    | Paraguai     | 3r     | 5è     | 2n     | 4t     | 7è   | 1r   | 3r   | 9è     | 4t     | 6è     | 8è     | 6è     | 7è     | 6è     | 10è    | 5è     | 5è     | 2n     | 4t     | 13è    | 8è     | 6è     | 14t    | 235   |
| 6    | Perú         | 4t     |        | 5è     |        | 1r   | 3r   | 3r   | 6è     | 8è     | 8è     | 7è     | 10è    | 4t     | 7è     | 8è     | 7è     | 7è     | 3r     | 3r     | 5è     | 2n     | 4t     | 13è    | 215   |
| 7    | Colòmbia     |        |        | 7è     |        | 2n   | 5è   | 7è   | 3r     | 6è     | 4t     | 3r     | 3r     | 6è     | 5è     | 1r     | 4t     | 9è     | 6è     | 6è     | 3r     | 5è     | 3r     | 2n     | 182   |
| 8    | Bolívia      | 7è     |        | 1r     | 6è     | 8è   | 7è   | 7è   | 7è     | 9è     | 9è     | 10è    | 8è     | 2n     | 9è     | 11è    | 9è     | 10è    | 11è    | 8è     | 14t    | 12è    | 10è    | 16è    | 86    |
| 9    | Equador      |        | 4t     | 6è     |        | 9è   | 9è   | 9è   | 8è     | 7è     | 7è     | 4t     | 9è     | 5è     | 11è    | 9è     | 12è    | 11è    | 10è    | 10è    | 8è     | 11è    | 8è     | 8è     | 79    |
| 10   | Mèxic        |        |        |        |        |      |      |      |        |        |        | 2n     | 7è     | 3r     | 3r     | 2n     | 6è     | 3r     | 12è    | 11è    | 7è     |        |        | 9è     | 74    |
| 11   | Veneçuela    |        |        |        | 5è     | 10è  | 10è  | 10è  | 10è    | 10è    | 10è    | 11è    | 12è    | 12è    | 12è    | 12è    | 11è    | 6è     | 4t     | 9è     | 6è     | 7è     | 9è     | 5è     | 51    |
| 12   | Costa Rica   |        |        |        |        |      |      |      |        |        |        |        |        | 10è    |        | 5è     | 7è     |        | 9è     |        | 10è    |        |        | 10è    | 22    |
| 13   | Estats Units |        |        |        |        |      |      |      |        |        |        | 12è    | 4t     |        |        |        |        | 12è    |        |        | 4t     |        |        | 11è    | 20    |
| 14   | Hondures     |        |        |        |        |      |      |      |        |        |        |        |        |        |        | 3r     |        |        |        |        |        |        |        |        | 10    |
| 15   | Panamà       |        |        |        |        |      |      |      |        |        |        |        |        |        |        |        |        |        |        |        | 12è    |        |        | 7è     | 9     |
| 16   | Canadà       |        |        |        |        |      |      |      |        |        |        |        |        |        |        |        |        |        |        |        |        |        |        | 4t     | 6     |
| 17   | Japó         |        |        |        |        |      |      |      |        |        |        |        |        |        | 10è    |        |        |        |        |        |        | 9è     |        |        | 3     |
| 18   | Qatar        |        |        |        |        |      |      |      |        |        |        |        |        |        |        |        |        |        |        |        |        | 10è    |        |        | 1     |
| 19   | Haití        |        |        |        |        |      |      |      |        |        |        |        |        |        |        |        |        |        |        |        | 16è    |        |        |        | 0     |
| 20   | Jamaica      |        |        |        |        |      |      |      |        |        |        |        |        |        |        |        |        |        |        | 12è    | 15è    |        |        | 15è    | 0     |

## Amfitrions

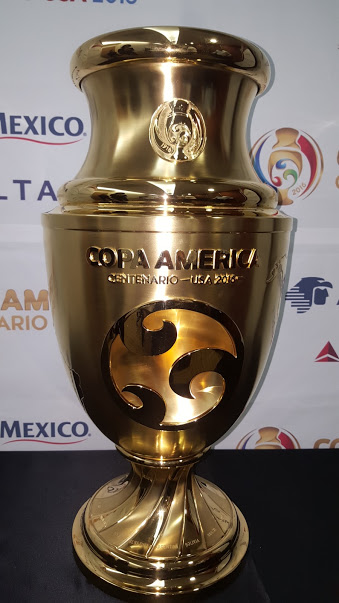
Trofeu de la Copa Amèrica Centenario.

| Amfitrió   | Nació          | Any(s)                                                     |
| ---------- | -------------- | ---------------------------------------------------------- |
| 10 vegades | Argentina      | 1916, 1921, 1925, 1929, 1937, 1946, 1959, 1987, 2011, 2020 |
| 7 vegades  | Uruguai        | 1917, 1923, 1924, 1942, 1956, 1967, 1995                   |
| 7 vegades  | Xile           | 1920, 1926, 1941, 1945, 1955, 1991, 2015                   |
| 6 vegades  | Perú           | 1927, 1935, 1939, 1953, 1957, 2004                         |
| 6 vegades  | Brasil         | 1919, 1922, 1949, 1989, 2019, 2021                         |
| 3 vegades  | Equador        | 1947, 1959, 1993                                           |
| 2 vegades  | Bolívia        | 1963, 1997                                                 |
| 2 vegades  | Colòmbia       | 2001, 2020                                                 |
| 2 vegades  | Estats Units   | 2016, 2024                                                 |
| 1 vegada   | Paraguai       | 1999                                                       |
| 1 vegada   | Veneçuela      | 2007                                                       |
| 3 vegades  | Sense amfitrió | 1975, 1979, 1983                                           |